# Sainte-Marie-de-Maurens
Sainte-Marie-de-Maurens est une ancienne commune du Gers. En 1829, elle est rattachée à la commune d'Aurimont.

## Géographie

### Localisation
Sainte-Marie-de-Maurens se situe en Gascogne, dans l'Astarac, au sein de la commune d'Aurimont.

## Histoire
En 1801, la commune passa du canton de Monferran-Savès au canton de l'Isle-Jourdain. En 1829, Sainte-Marie-de-Maurens est fusionnée au sein de la commune d'Aurimont. La commune fut ainsi transférée à l'arrondissement d'Auch et au canton de Saramon. En 2014, Aurimont est transférée au canton d'Astarac-Gimone.

## Population et société

### Démographie
| 1793 | 1800 | 1806 | 1821 |
| ---- | ---- | ---- | ---- |
| 89   | 81   | 90   | 73   |